# Insulacebus
Insulacebus is een geslacht van uitgestorven primaten met als enige bekende soort Insulacebus toussaintiana. Het kwam voor in het huidige Haïti tijdens het holoceen.

## Naamgeving
De geslachtsnaam verwijst volgens de naamgevers naar insula, Latijn voor 'eiland', en cebus, Oudgrieks voor 'aap'. Echter, de vorm in het Oudgrieks luidt niet cebus, maar κῆβος, kēbos. De soortaanduiding toussaintiana eert Toussaint Louverture, een held en oprichter van de staat Haïti.

## Kenmerken
I. toussaintiana was relatief groot en zou tussen 4 en 5,5 kilogram hebben gewogen. Dit wijst mogelijk op eilandgigantisme, reuzengroei door isolatie op een eiland.

## Fylogenie
Insulacebus lijkt nauw verwant te zijn met het Jamaicaanse geslacht Xenothrix. Dit staaft eerder onderzoek dat een Antilliaanse clade binnen de breedneusapen voorstelt.